# Port lotniczy Laughlin/Bullhead
Port lotniczy Laughlin/Bullhead (IATA: IFP, ICAO: KIFP) – port lotniczy położony w mieście Bullhead City, w stanie Arizona, w Stanach Zjednoczonych.